# 板柳町
板柳町（日语：／ Itayanagi machi */?）是位於日本青森縣中部的町，隸屬於北津輕郡。轄區地處津輕地方的中心位置，岩木川流經西部邊界並往北流，當地的住宅區則多集中在板柳站周圍。板柳町自古以來便是蘋果的生產地。當地以商業和農業為主，生產蘋果等農產品。

## 地理
岩木川流經板柳町的西部邊界並往流，十川則流經其東部邊界，並在北邊注入岩木川。當地在氣候上屬於日本海側氣候，年均溫約為10℃，年降雨量則約1200毫米。由於板柳町位於津輕半島的內陸地區，因此較不會受到季風的影響。全年風向多偏西南西。

## 歷史
板柳町境內年代最早的遺址是屬於繩紋時代晚期的土井遺跡，並且在遺跡内發掘出香爐形狀的陶器與土偶等文物。當地在古時被稱為「板屋木」與「板屋野木」。明治21年 (1888年) 10月，屋野木、福野田、灰沼、三千石、赤田、掛落林、小幡七個村落合併成板屋野木村,並於明治28年 (1895年) 正式定名為「板柳」。大正9年 (1920年) 板柳村實施町制並改為板柳町。昭和30年 (1955年) 3月，北津輕郡的板柳町、小阿彌村、沿川村，以及南津輕郡的畑岡村合併成現今的板柳町。

## 行政
- 町長：館岡一郎（四任）任期：2015年（平成23年）4月29日
- 町議會：12人

## 交通

### 鐵道
- 東日本旅客鐵道（JR東日本）
  - 五能線：板柳車站

### 巴士
- 路線巴士：弘南巴士

### 道路
- 一般國道
  - 國道339號
- 主要地方道
  - 青森縣道35號五所川原岩木線
  - 青森縣道38號五所川原黑石線
- 一般縣道
  - 青森縣道125號小友板柳停車場線
  - 青森縣道137號七之館板柳線
  - 青森縣道196號五林平藤崎線
  - 青森縣道199號太田藤崎線
  - 青森縣道203號常海橋銀線
  - 青森縣道276號大俵板柳停車場線

## 觀光

### 名勝、古蹟、設施
- 板柳町立鄉土資料館（灰沼字岩井）
- 板柳町故鄉中心
- 日本紅豆杉イチイ（橫澤字花岡、無量庵）縣天然記念物，估計樹齡約600年～700年。  （页面存档备份，存于）

### 溫泉
- 板柳溫泉
- 羅漢柏溫泉
- 高增溫泉

### 活動
- 蘋果燈祭

## 教育

### 高校
- 青森縣立板柳高校

### 中學
- 板柳町立板柳中學

### 小學
- 板柳町立板柳北小學
- 板柳町立板柳南小學
- 板柳町立小阿彌小學
- 板柳町立板柳東小學（沿川第一小學校及沿川第二小學校之統一）

### 管轄警察署
- 板柳警察署

## 姊妹都市、友好都市

### 國外
- 美國華盛頓州雅基馬市（- 1972年（昭和47年）2月3日締結友好都市，蘋果產業、教育文化之交流。
- 中國北京市昌平區 - 1993年（平成5年）6月23日締結友好都市，教育、文化、農業技術之交流。

## 本地出身的名人
- 工藤忠（滿州國侍衛長）
- 櫻錦守弘（前相樸力士，小結）
- 幡龍洋賢三（前相樸力士，十兩）
- 追風海直飛人（前相樸力士，關脇）
- 高見盛精彦（前相樸力士，小結）
- 福士加代子（田徑選手）
- 大水洋介（演員）
- 永山則夫（連續殺人犯、作家）